# 伊東園ホテルズ
株式会社伊東園ホテルズ（いとうえんホテルズ）は、クリアックスグループに属し、東日本エリアで廉価ホテルチェーンの伊東園ホテルズおよび一段階グレードの高い伊東園リゾートを運営する企業。
2014年9月までは、同グループの株式会社スタディー（現親会社兼資産管理会社）が運営し、伊東園ホテルグループとチェーン名を呼称していた。
カラオケ店チェーン『歌広場』と並んで、クリアックスグループの主力事業となっている。

## 概要
東京でパチンコ店、サウナ、キャバレーなどが入居する複合型アミューズメント施設を運営するなどしていた、在日韓国人の李支宗が、倒産して競売にかけられていた伊東市の「伊東園ホテル」を2001年（平成13年）に買収した。当初は自社員の研修所とする目的で購入したが、改装して一般向けホテルとして同12月に再開業した。
李はその後、倒産や経営不振に陥った宿泊施設を次々に買収し、格安ホテルとして居抜き出店方式で再生した。この手法を用いることによって、2019年（平成31/令和元年）3月現在、伊豆（静岡県）を中心に、東日本エリアの北海道から長野県まで、計48館の温泉旅館・ホテル及び日帰り温泉施設1館が、「伊東園ホテルズ」として運営されるに至っている。唯一、西日本の滋賀県にも1館（彦根ビューホテル）有していたが、2021年（令和3年）に撤退している。
元来はクリアックスグループのスタディーが運営していたが、2014年（平成26年）10月に会社分割で同グループ内に新規設立した株式会社伊東園ホテルズが運営する。
グループ名の由来である最初の「伊東園ホテル」を筆頭に展開し、伊東園ホテルの近隣に「伊東園ホテル別館」「伊東園ホテル松川館」を有しているほか、他地域にも“伊東園ホテル”を冠するホテルがある。近年は、冠さずに元のホテル名をそのまま継承しているホテルが多いが、かんぽの宿草津を伊東園ホテル草津としたように前身の名称を使用できない場合もある。
新型コロナウイルス感染拡大の影響による非常事態宣言の発動を受けて、2020年（令和2年）4月12日から5月31日の間、全館で休館していた（初回発表時点では非常事態宣言対象県所在の施設は神奈川県・千葉県の3館のみだったが、一斉に休館）。その後、感染防止対策の徹底とその告知及び宿泊客への協力を求める映像等の公開を経て、順序営業再開した。以降も感染拡大状況や非常事態宣言・蔓延防止等重点措置に合わせ、平日を中心に休館する施設がある（対象地域外でも都県境を跨ぐ移動に考慮して休館している）。

### 系列運営会社
一部は、系列の別会社が運営する非直営の施設が存在するようで（例えば、伊東園ホテル土肥の現地に掲示されている温泉成分表示等に「株式会社土肥伊東園」との記載が見られる）、クリアックス公式サイトでもクリアックスグループの店舗運営会社ホテル部門として、以下の企業を挙げている。社名から施設との紐付けは一部を除きイメージが付くが、それ以外の施設について伊東園ホテルズ直営なのかこれら運営会社のいずれかに委託されているのかどうか詳細は不明。
- 株式会社伊東園（2020年1月1日付で吸収合併）
- 株式会社アタミ・イン（2020年1月1日付で吸収合併）
- 株式会社新風月（2020年1月1日付で吸収合併）
- 株式会社ロイヤル（2020年1月1日付で吸収合併）
- 株式会社黄金の湯（2020年1月1日付で吸収合併）
- 株式会社湯元（2020年1月1日付で吸収合併）
- 株式会社大野屋本店（2020年1月1日付でスタディーが吸収合併）
- 株式会社土肥伊東園（2020年1月1日付でスタディーが吸収合併）
- 株式会社水明館（2020年7月1日付でスタディーが吸収合併）
- 株式会社油屋
- 株式会社西伊豆クリスタルビュー
- 株式会社碧山亭

### 特徴
以前は旅館・ホテル業界では当たり前であったシーズン料金を導入せず、独特な料金「365日同一料金1泊2食付」が最大の特徴だったが、後述の通り、2017年（平成29年）4月1日付で熱海地区の一部で、それ以外のホテルでも2018年（平成30年）10月1日付でシーズン料金に変更された。
チェックイン・アウトの時間が自由であったり、カラオケ歌広場の系列会社だけあり、多くの施設ではカラオケを設置した個室数部屋が設置され、無料で貸切が可能となっているほか、貸切風呂（家族風呂）・インターネット・囲碁・将棋・麻雀・卓球ルーム等の付帯設備も無料で提供されていたりする。
かつては、独自構築した旧予約システム上の制約により、熱海ニューフジヤホテル（静岡県熱海市）や熱海金城館（同）等一部ホテルにおける団体客の受け入れ（通常料金体系と異なる）を除き、原則旅行会社を通しての予約は受け付けることができず、公式サイト上のフォームまたは各ホテルへの直接電話による予約となっていたが、2014年（平成26年）に予約システムを刷新し、現在は外部からも予約が申し込めるようになっている。
安価な宿泊費を実現するため、人件費を徹底して削減。仲居を廃止し、食事はアルコール飲料を含むバイキングとした。客がチェックインする部屋にはすでに布団が敷かれている。人件費のほかにも、取りまとめ以外からの仕入れや工事の発注など、地元温泉街のしきたりとは異なる独自の運営を行っている。宿泊施設自体も徹底的に安価に購入されたものであり、物件によっては当初の建設費の10分の1以下の価格で買い叩いたものである。
明確な時期の境はないが、2010年（平成22年）前後より一部ホテルで実施していた部屋食のシステムが廃止されたり、アルコール飲料飲み放題の有料化、シーズン料金の導入、宿泊施設内にある飲食設備（喫茶や居酒屋）を廃止するなどサービスや経営面で合理化が進んでいる。
部屋のタイプを問わずに統一料金とすることを基本としているが、一部では、露天風呂付きの部屋や二間続きの大部屋などの特別室や、オーシャンビュー等の景観良好な部屋への割当確約、リニューアル工事済客室（シーズン料金導入後）、あるいは、設備が極端に劣る旧館や窓が小さく景観の無い洋室一人部屋等で料金差を付けている施設もある。なお、これら特別な客室は予約システムに載っていない、あるいは、選択できない場合もある（例えば、ホテル湯元の和洋室は公式・外部問わず予約サイトからは検索できず、じゃらんの案内ページには「数に限りがございますので、お電話でのご予約を承っております。」と記載されている）。
熱海館・熱川・尾瀬老神山楽荘・ニューさくら（鬼怒川）では、それぞれ隣接する複数施設（ニューさくらは3、それ以外は2）を一括買収し、連絡通路を新設の上（熱海館は元来は同じ施設の本館と分館を分離独立させていたものを一括買収したので通路は既設）、フロントやバイキング会場などを集約して一つの施設の本館と別館の関係にして開業した。ニューさくらでは別館の浴場が閉鎖されたが、山楽荘は本館と別館で浴場の源泉・泉質が異なることを特に売りにしている。
2017年（平成29年）4月1日より、熱海エリアの内、熱海ニューフジヤホテル・熱海金城館・ホテル大野屋・アタミシーズンホテルを伊東園リゾートと位置付け、正式にシーズン料金の導入、バイキングのグレードアップ、客室の改築、熱海エリアの巡回バス運行の対応が行われた。これら施設は元々グレードの高い施設に位置付けられており、料金が高めとなっていたが、それがオフシーズン最低料金となり、ピーク料金は一般施設の早割などの割引料金と比べると倍の値段となる。
2018年（平成30年）10月より、全ホテルでシーズン料金が導入された。それまでは必要最低限の改修でサービス提供されていたが、この頃より、リニューアルが加速しており、グレードアップした特別室が新設されて快適性向上等が図られる場合もある。
「人生は旅。」をキャッチフレーズとしており、ロゴ化したものが、館内スリッパ、タオルなどに印字されている（業務効率化で一部省略されつつある）。
2019年（平成31/令和元年）頃からは、「いい湯かげん 旅かげん。」というキャッチフレーズ及び「7,800円(税別)からの通える温泉宿」というコンセプトを新たに使用開始し、同年8月から2022年9月まで俳優の柳葉敏郎をCMキャラクターに起用していた。2022年（令和4年）10月からは、コンセプトはそのままに俳優の吉田鋼太郎、お笑い芸人オズワルドの伊藤俊介、子役の笹本旭を起用したファミリー向けCMを制作した。また、WEBCMでは、伊藤と相方の畠中悠によるバージョンも制作されている。
2024年（令和6年）4月からは、“「通える温泉宿」をさらに進めて”とし、「巡りたくなる温泉宿」とコンセプトを改め、日本全国（実際には東日本）各地にホテルを多数営業していることをアピールするCMを制作した。

## 傘下施設一覧
温泉地を中心に展開しており、伊豆半島のほか、北海道、岩手県、福島県、栃木県、群馬県、千葉県、神奈川県、長野県、新潟県の東日本各地の温泉地を中心に合計50館のホテル（うち4館は品質を高めたリゾート枠、1館はシティホテル、うち1館には宿泊機能無しの日帰り温泉施設併設）を運営している。
年末年始・ゴールデンウィーク・夏休み以外の時期には、新宿駅、横浜駅、上野駅、池袋駅、浜松駅、静岡駅、京王八王子駅、仙台駅、新潟駅などから往復バス（いわゆる観光地周遊型の高速バス）が運行されていた。新型コロナウイルス感染症予防のため、2020年春より運行が休止されていたが、2023年5月より一部の区間で運行を再開している（詳細は後述）。
☆アルコール飲み放題有料

### 伊東園リゾート
- 2017年4月以降、熱海温泉地区のうち4館をグレードの高い施設として運営している。
特徴は、（正式に）シーズン料金を導入、食べ放題・飲み放題メニューの充実、部屋の改装、ホテル間無料連絡バスを使用して4館全ての温泉が利用可能。

熱海ニューフジヤホテル
熱海金城館
アタミシーズンホテル（旧 アズベールホテル ＆ スパ ATAMI）
ホテル大野屋

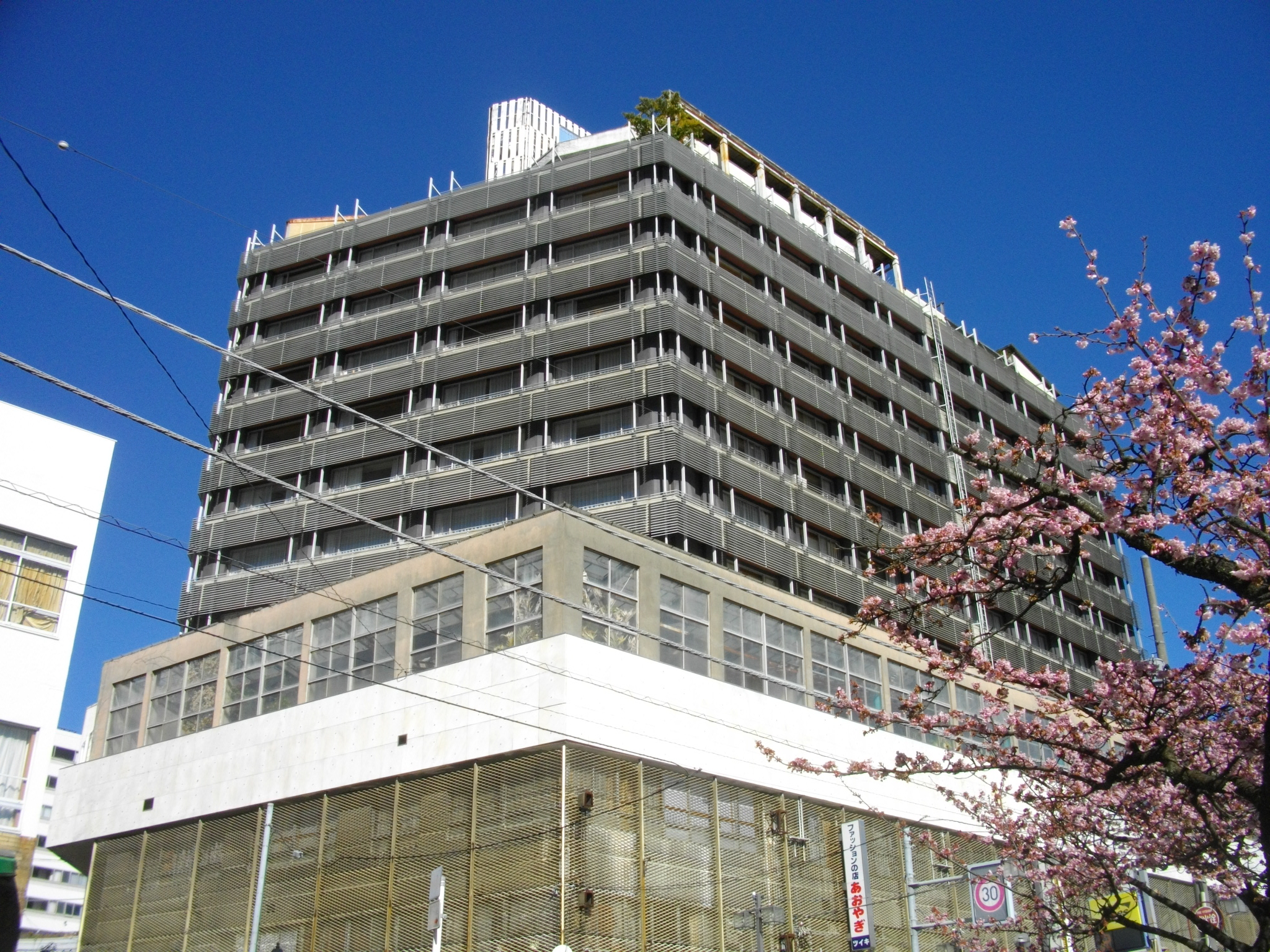
熱海ニューフジヤホテル
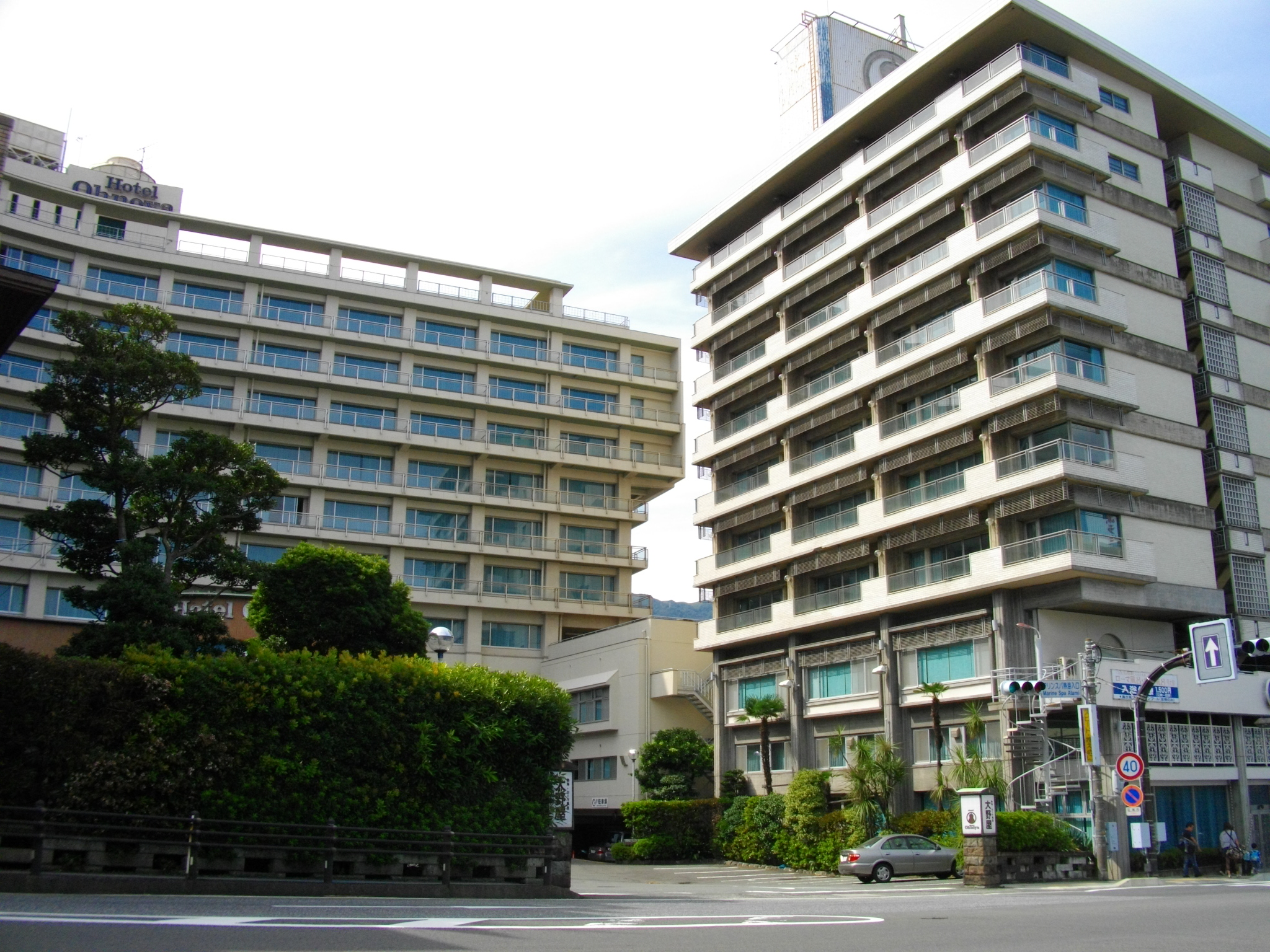
ホテル大野屋

### 伊東園ホテルズ

#### 温泉旅館

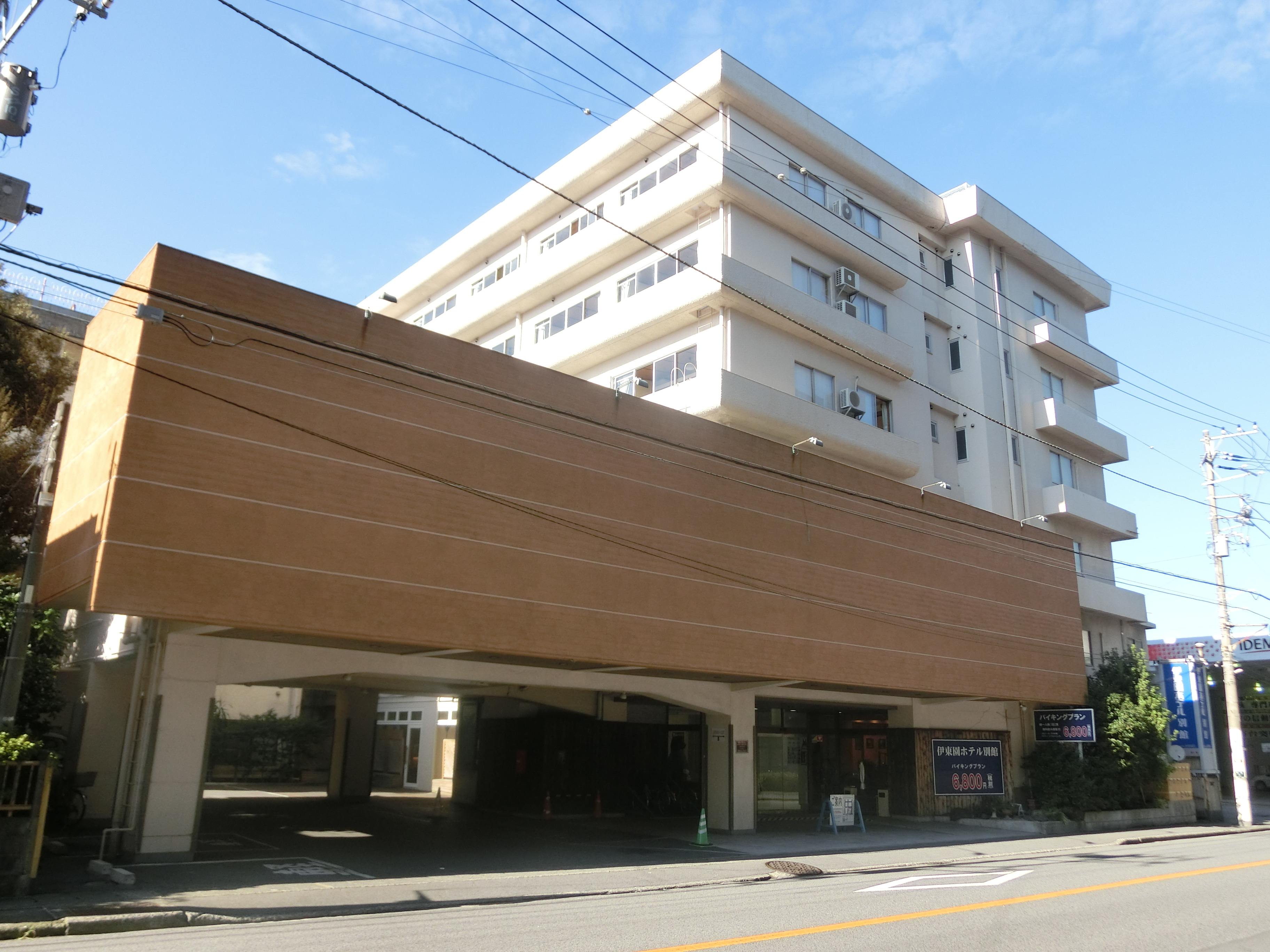
伊東園ホテル別館
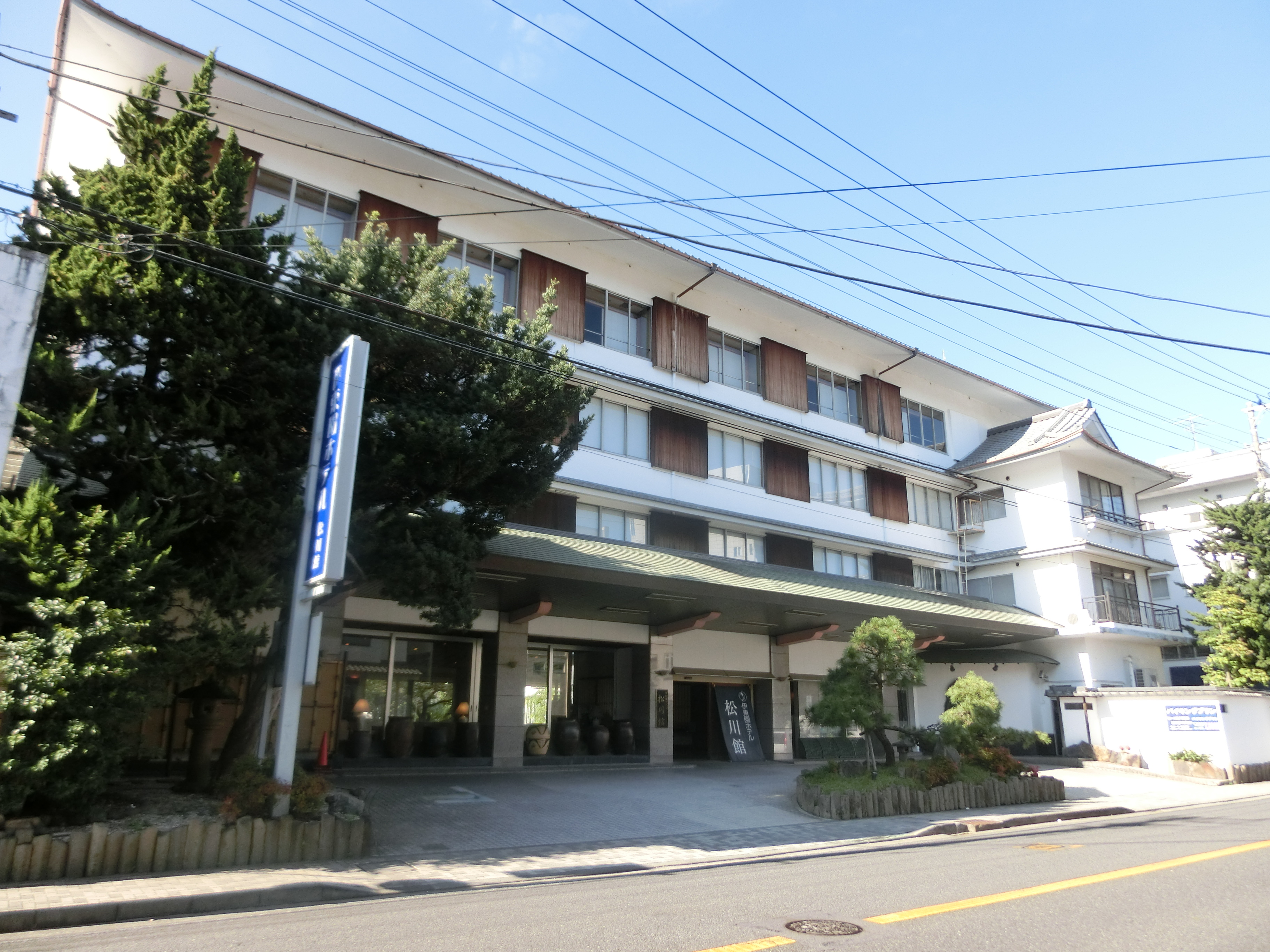
伊東園ホテル松川館
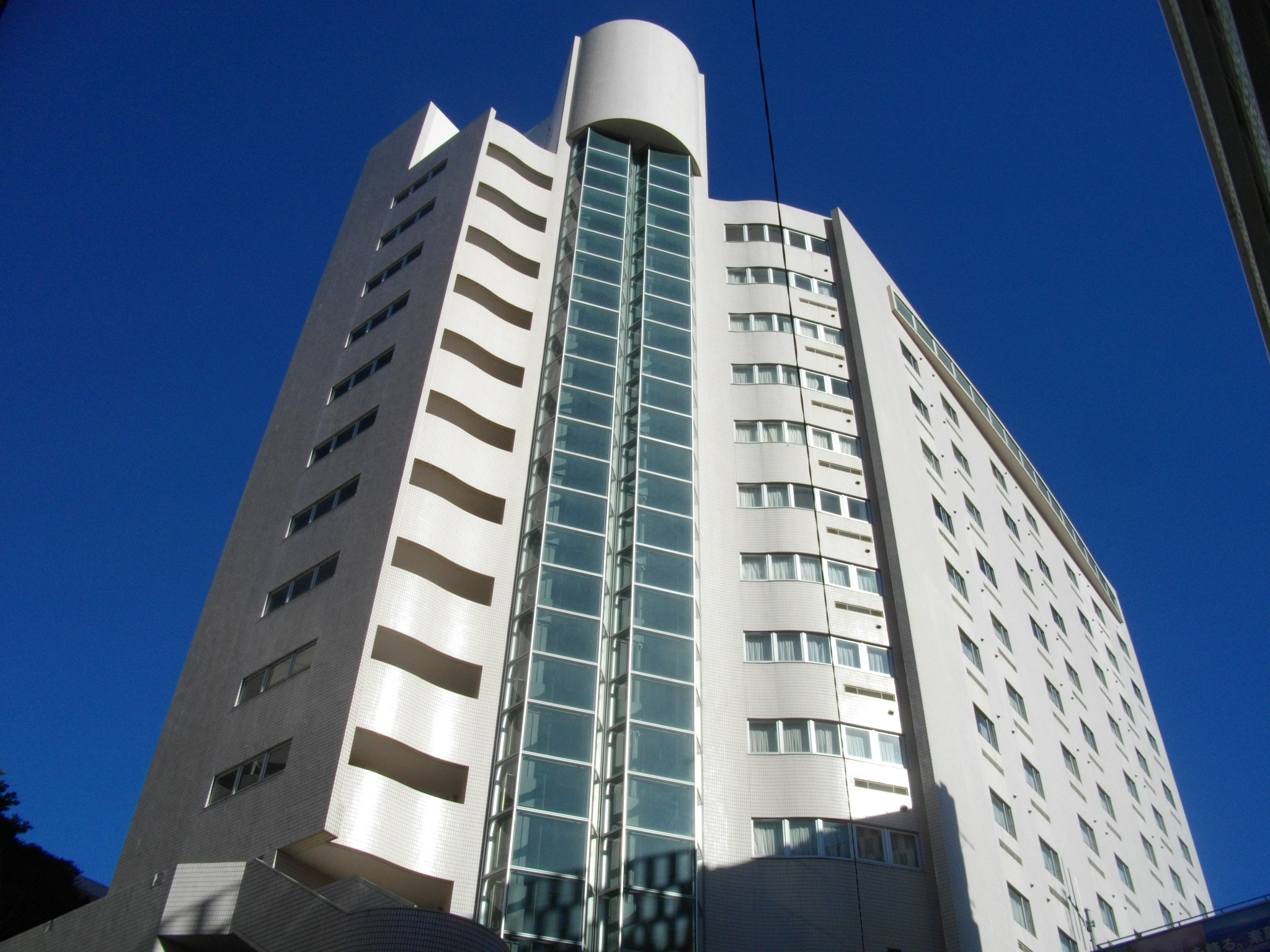
伊東園ホテル熱海館
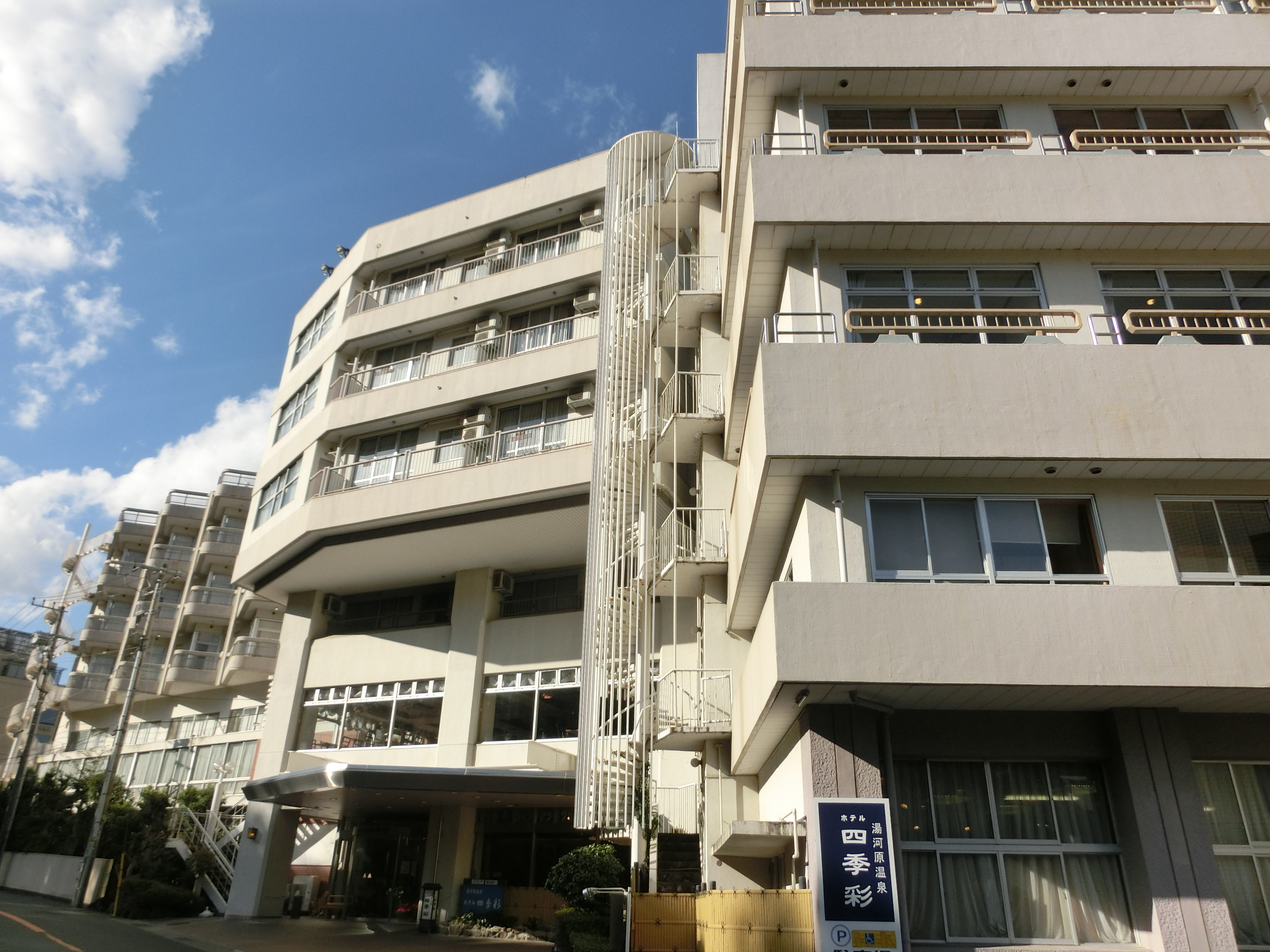
ホテル四季彩
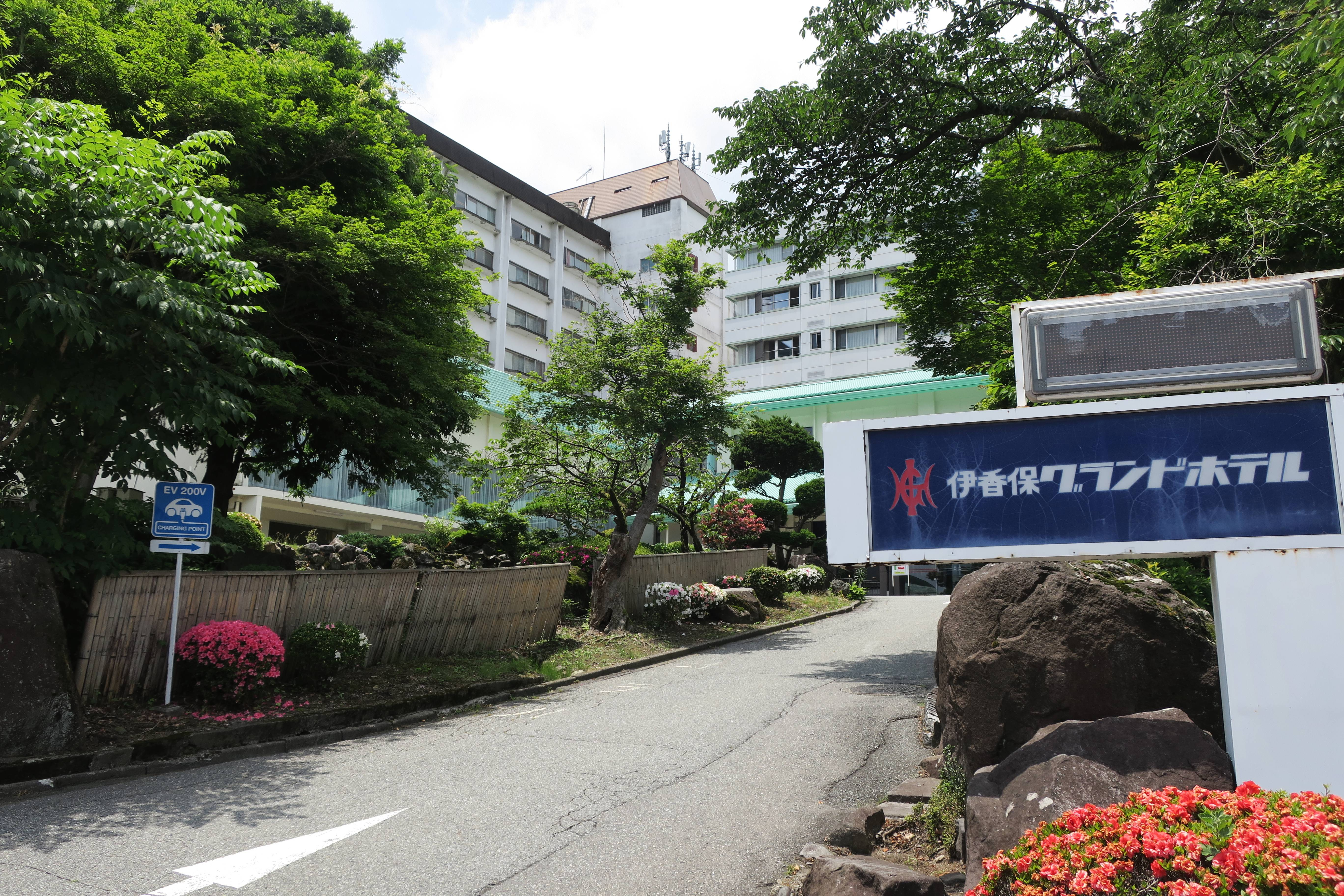
伊香保グランドホテル
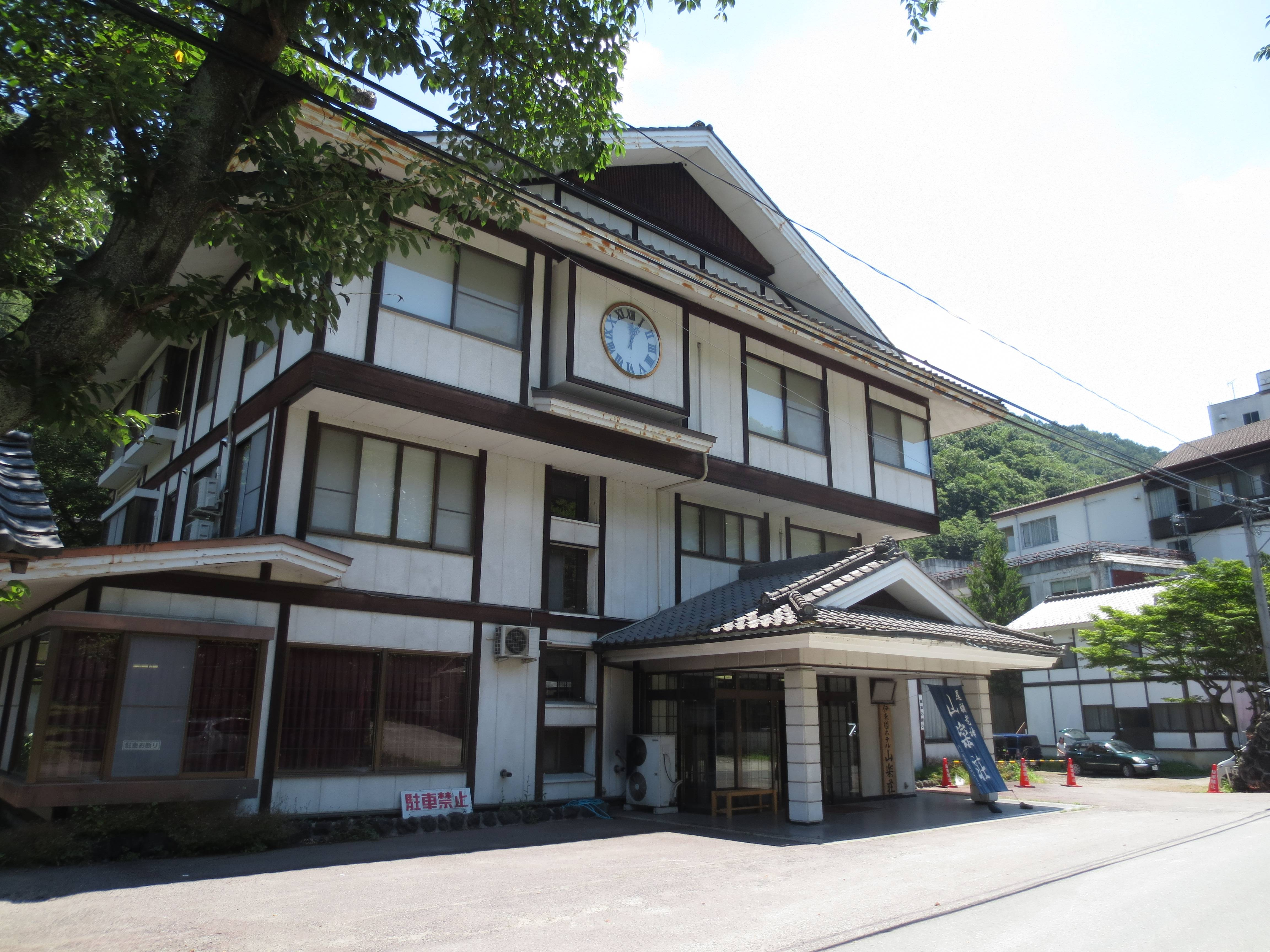
伊東園ホテル尾瀬老神山楽荘
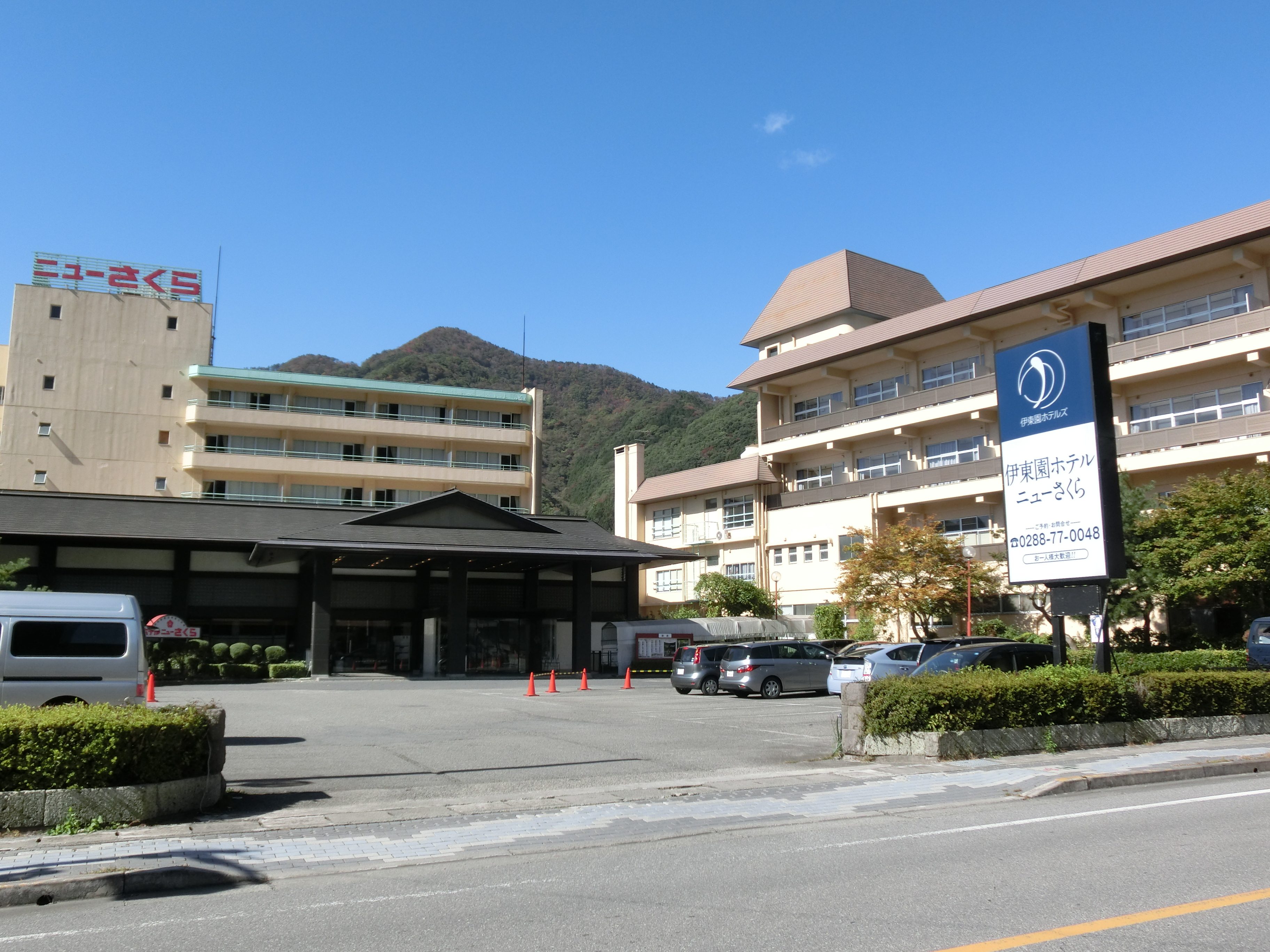
伊東園ホテルニューさくら
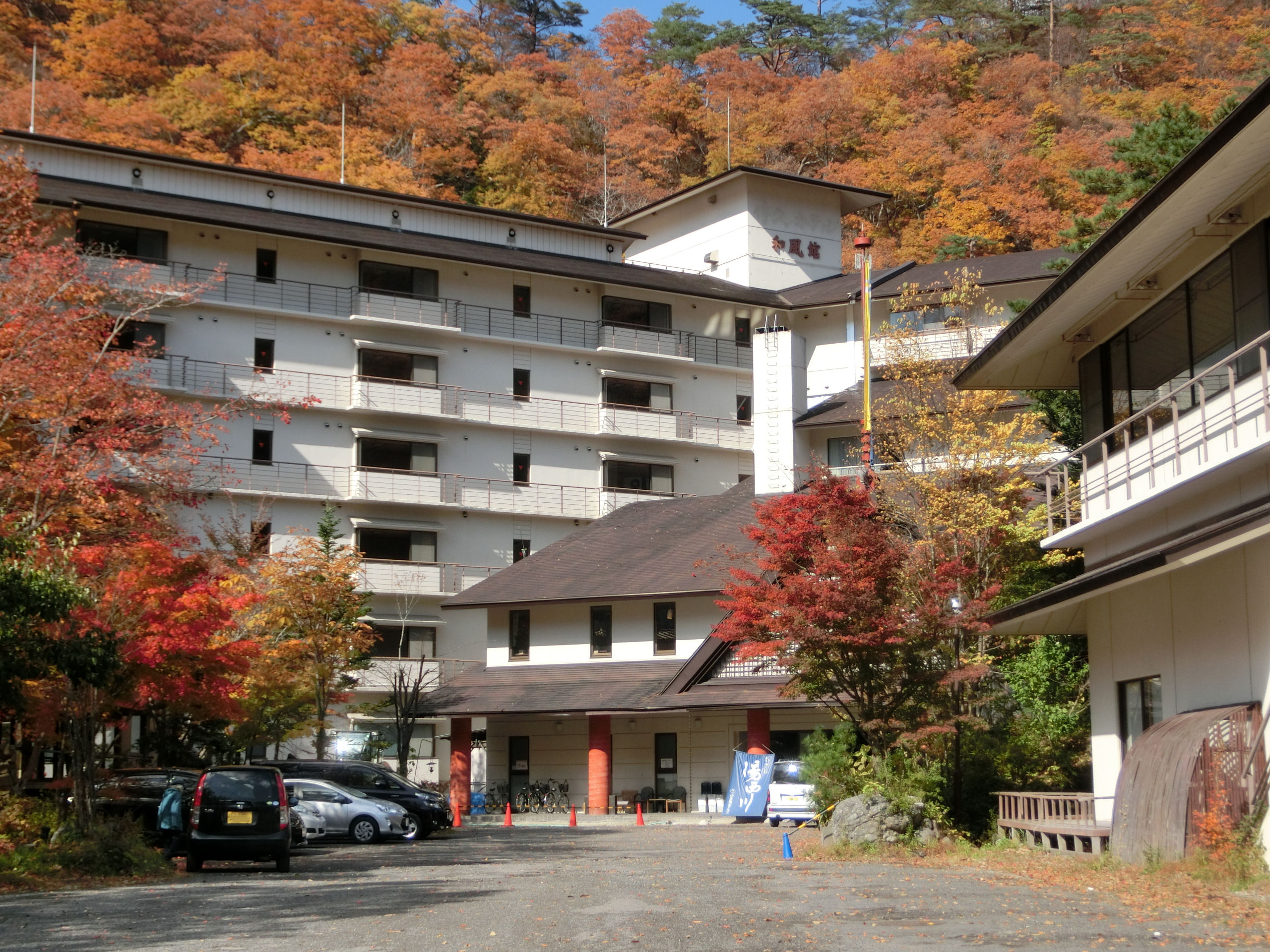
ホテル湯西川
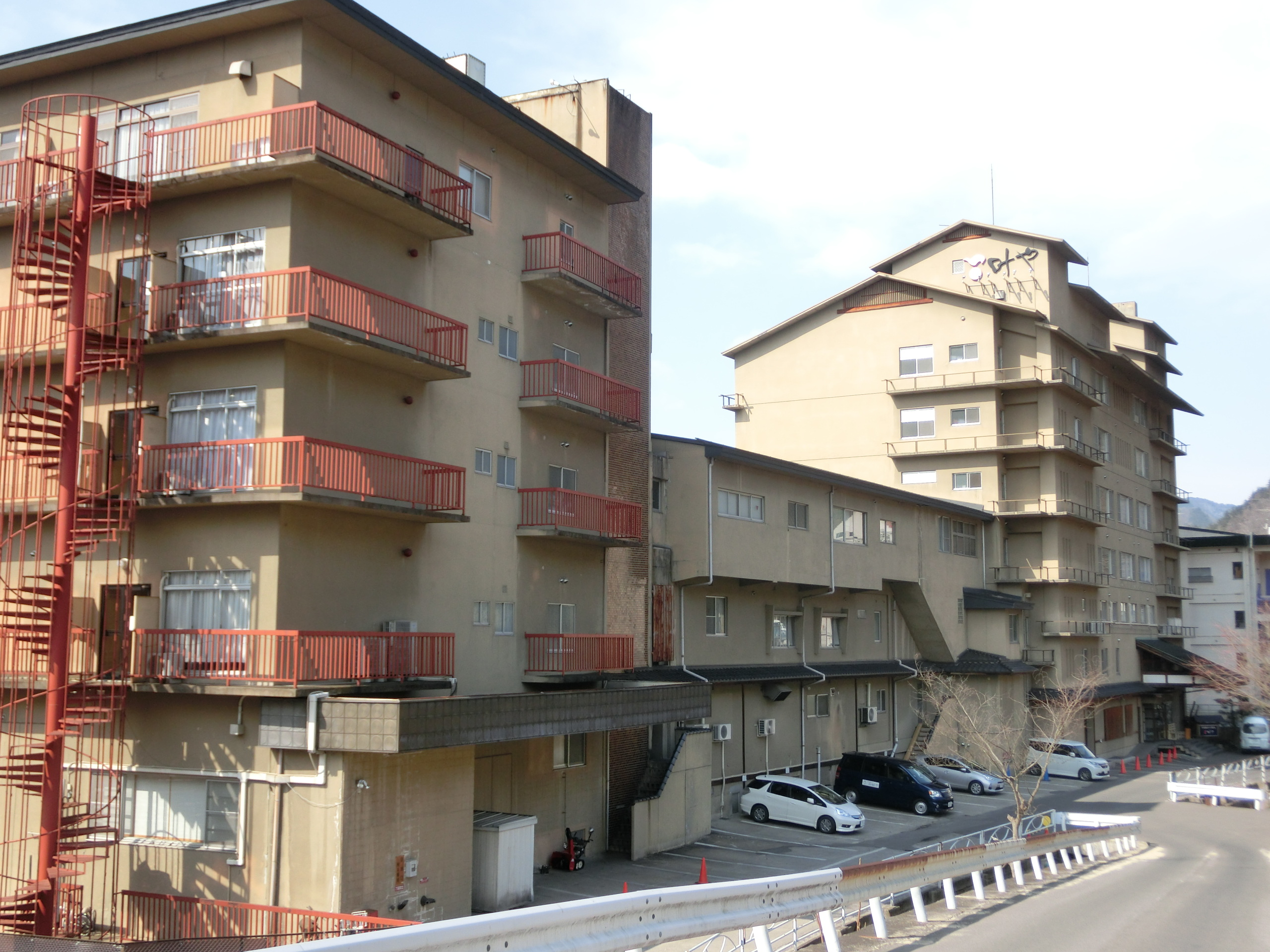
伊東園ホテル飯坂 叶や

静岡県伊東温泉

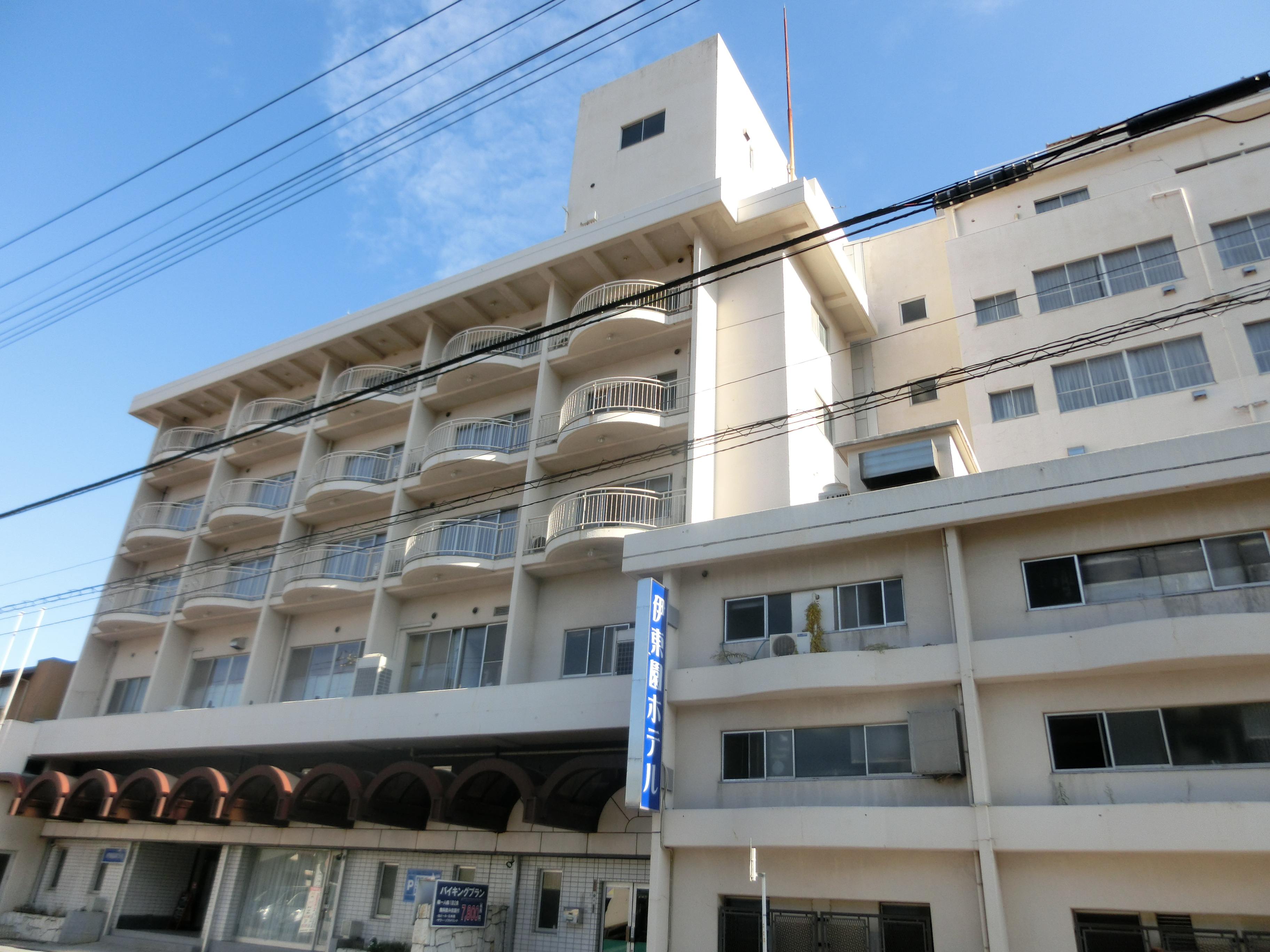
伊東園ホテル
伊東園ホテル別館（旧 大喜荘）
伊東園ホテル松川館（←伊東園ホテル大和館／旧 伊東大和館）
静岡県熱川温泉
伊東園ホテル熱川（本館：旧 熱川第一ホテル／別館・海風館：旧 熱川ビューホテル）
熱川ハイツ（旧 ハイツ&いこいの村熱川ハイツ）
静岡県稲取温泉
伊東園ホテル稲取（旧 ホテルさんわ）
静岡県下田温泉
下田伊東園ホテル橤岬（はなみさき）（旧 下田温泉ホテル橤岬）
下田海浜ホテル
静岡県土肥温泉
伊東園ホテル土肥（旧 土肥大和館）
静岡県宇久須温泉
西伊豆クリスタルビューホテル（旧 西伊豆ホテルニュー岡部） ※ 2020年1月4日付で伊東園ホテルズにリブランド（現ホテル名称は伊東園ホテルズ入り前からの名前）
静岡県松崎温泉
西伊豆松崎伊東園ホテル（←松崎伊東園ホテル／旧 松崎プリンスホテル）
静岡県大仁温泉
大仁ホテル
静岡県伊豆長岡温泉
伊豆長岡金城館（旧 三渓園）
静岡県熱海温泉
熱海地区ではあるが、以下2館は伊東園リゾートには組み込まれなかった。
ウオミサキホテル
伊東園ホテル熱海館（本館：旧・熱海温泉ホテル湯治館そよ風／別館：旧・そよ風別館ホテル熱海閣）
神奈川県箱根湯本温泉
伊東園ホテル箱根湯本（旧・ホテルバーデン箱根←箱根湯本ホテルセザール）
神奈川県湯河原温泉
ホテル四季彩（旧・ホテル観山）
千葉県南房総白浜温泉
南国ホテル
長野県戸倉上山田温泉
リバーサイド上田館
長野県白樺湖
白樺湖ビューホテル
長野県浅間温泉
伊東園ホテル浅間の湯（旧・豊年の宿 夜まつり長者 ←ホテル富貴の湯）
長野県上諏訪温泉
上諏訪温泉油屋旅館
長野県湯田中温泉
ホテル水明館
新潟県大湯温泉
ホテル湯元
山梨県石和温泉
ホテル君佳 ※ 2023年3月1日開業
群馬県伊香保温泉
伊香保グランドホテル
金太夫
伊香保温泉とどろき（旧・遊山の里とどろき←ホテル轟）
群馬県湯檜曽温泉
ホテル湯の陣（旧・おくとねグランドホテル湯の陣）
群馬県老神温泉
伊東園ホテル尾瀬老神山楽荘（←伊東園ホテル老神山楽荘／本館←新館：旧 絶景の宿 山楽荘←竹の宿 山楽荘／別館←本館・東館：旧 漏田本館）
群馬県四万温泉
伊東園ホテル四万（旧・日向見荘）　
群馬県草津温泉
伊東園ホテル草津（旧・かんぽの宿草津）
栃木県鬼怒川温泉
鬼怒川ロイヤルホテル
伊東園ホテルニューさくら（本館：旧・鬼怒川ホテルニューさくら／別館←6番館：旧 二葉館／南館←5番館 : 旧 京屋ホテル）
栃木県湯西川温泉
ホテル湯西川（旧 伴久ホテル）
栃木県塩原温泉
伊東園ホテル塩原（旧・クアホテル寿苑）
ホテルニューもみぢ
栃木県川治温泉
一柳閣本館
茨城県大子温泉
ホテル奥久慈館（旧・ホテル奥久慈）
福島県会津東山温泉
東山パークホテル新風月
福島県飯坂温泉
伊東園ホテル飯坂 叶や（旧 朝ねぼうの宿 叶や←飯坂観光ホテル 叶や）
福島県岳温泉
鏡が池碧山亭
福島県磐梯熱海温泉
伊東園ホテル磐梯向滝（旧・磐梯向滝）
岩手県つなぎ温泉
湯守 ホテル大観 ※ 2025年1月13日より伊東園ホテルズとしてリニューアルオープン
北海道湯の川温泉
湯の川観光ホテル祥苑（旧・湯の川観光ホテル）
- 伊東園ホテル別館
- 伊東園ホテル松川館
- 伊東園ホテル熱海館
- ホテル四季彩
- 伊香保グランドホテル
- 伊東園ホテル尾瀬老神山楽荘
- 伊東園ホテルニューさくら
- ホテル湯西川
- 伊東園ホテル飯坂 叶や

#### シティホテル
長野県小諸市
小諸グランドキャッスルホテル

#### 日帰り温泉施設
群馬県伊香保温泉
黄金（こがね）の湯館（旧・スパ・グランド） - 伊香保グランドホテルに併設。同ホテルの宿泊者は無料で利用できる。

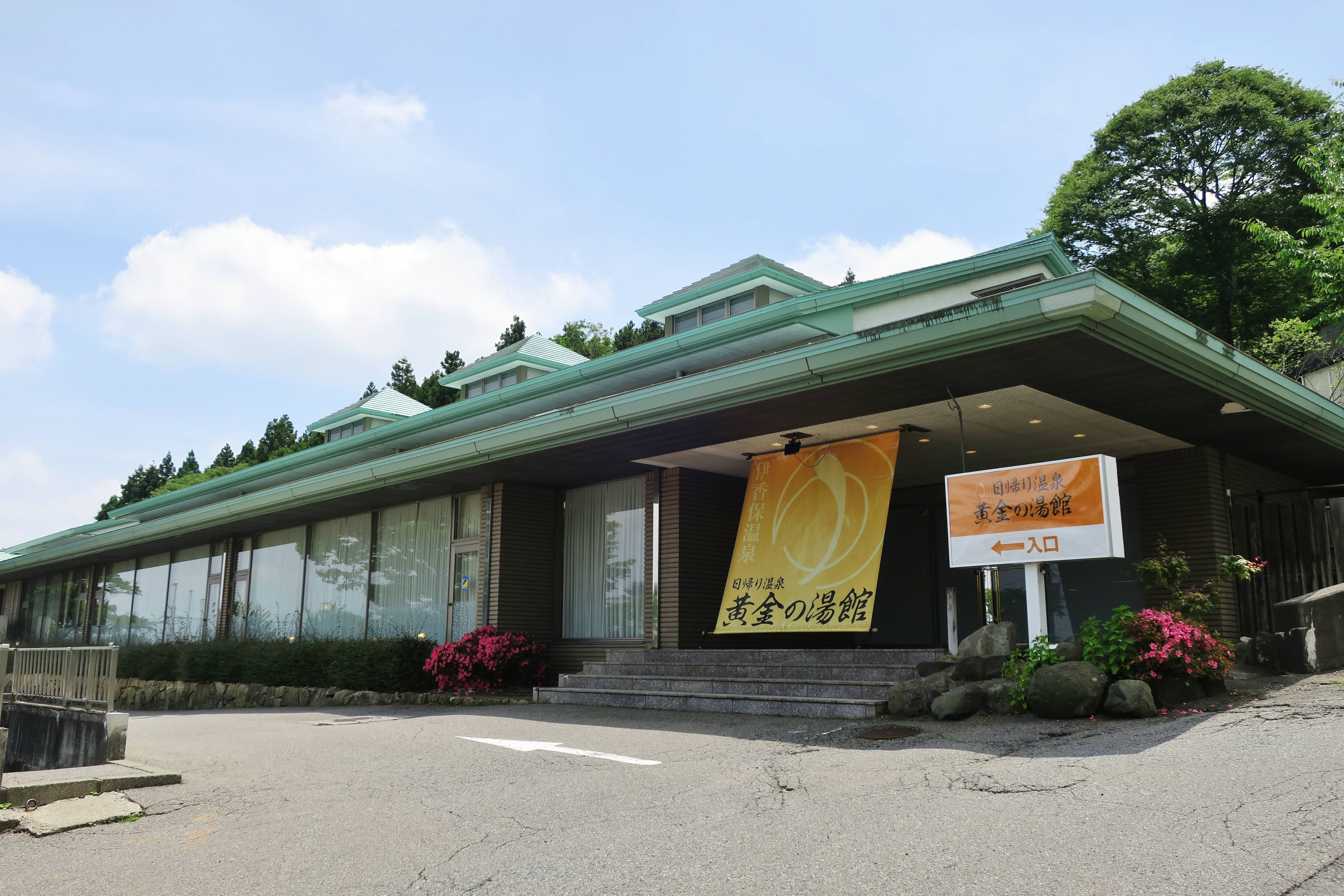
黄金の湯館

## 閉館・営業譲渡したホテル

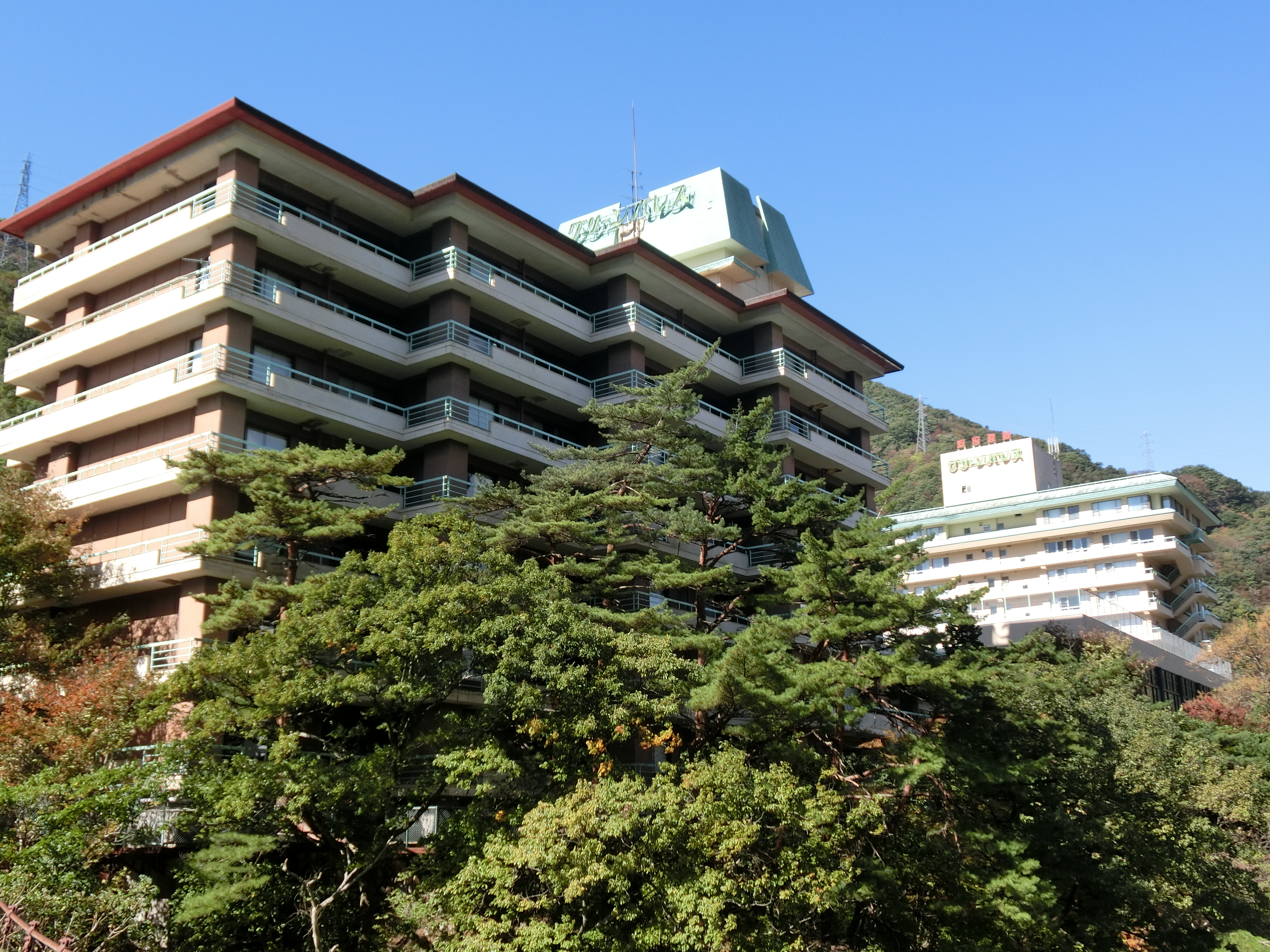
閉館前の2015年10月25日撮影

青森県十和田湖畔温泉
十和田湖グランドホテル（2015年5月13日で閉館→谷地温泉と合わせて沖縄県の南風見（はえみ）観光に売却、老朽化のため再開せず閉鎖。その後、北海道七飯町でレジャー施設を経営する「函館ニヤマレジャーセンター」に売却、南館のみ使用して『十和田グランドホテル湖畔』として開業したが、2023年現在閉館済（閉館の時期や理由等不明）。
青森県谷地温泉
谷地温泉（2014年11月10日休業→十和田湖グランドホテルと合わせて南風見観光に売却、2015年6月1日営業再開）
栃木県鬼怒川温泉
伊東園ホテル鬼怒川グリーンパレス（旧・鬼怒川グリーンパレス）- 2015年12月1日より改修工事のため“休館”すると案内されたが、9年経過した2024年12月現在においても公式のラインナップになく案内ページも消滅したままとなっている上、現地でも看板が撤去されており閉鎖されたまま工事をしている様子が見られず、事実上閉館状態となっている。
群馬県前橋市
前橋マーキュリーホテル - 2017年7月31日をもって伊東園ホテルズとしての営業終了、翌8月1日付けで、株式会社エフェックスに営業譲渡、改装後に「ホテル1-2-3前橋マーキュリー」に改称。
滋賀県彦根市
★彦根ビューホテル（旧・彦根プリンスホテル）- 2021年8月30日以降、当面休館としていたが、2021年12月6日に閉館。ホテルニューアワジによって取得・改築され、2023年8月20日に「蒼（あお）の湖邸 BIWAFRONT HIKONE（ビワフロント彦根）」として開業した。

## テレビ番組
- 日経スペシャル ガイアの夜明け 湯けむりサバイバル 〜旅館再生に挑む請負人たち〜（2005年9月6日、テレビ東京）[26]。- ホテル経営参入を取材。

## 提供番組
（2024年現在）
- ズームイン!!サタデー（日本テレビ）[13]
- グッド!モーニング（テレビ朝日）※土曜日[13]
- ゴゴスマ -GO GO!Smile!-（TBS）[13][注釈 5]
- バナナマンの早起きせっかくグルメ!!（TBS）[13]
- 昼めし旅 〜あなたのご飯見せてください!〜（テレビ東京）[13][注釈 6]

他

## 往復バス
首都園の主要駅近くから関東周辺の一部ホテルへの宿泊者専用往復バスを有料運行している。かつては、首都圏以外の地域での運行や、割引もしくは無料とするキャンペーンを実施していたが、コロナ禍による長期運休より再開してからは特に行っていない。
片道利用も可能。
宿泊2日前までにバスを予約する必要があり、各ホテルへの電話でのみ受け付けている（別途宿泊予約した情報を伝えるか、同時に宿泊予約しつつ、バス予約を依頼する）。2024年8月より一部ルートでは公式サイト予約で往復バスセットプランを選択するとバスの予約も合わせて行うことができるようになっており、順次拡大予定。
- 運行ルート一覧（2025年3月現在。運行内容の詳細は公式サイトを参照のこと[27]）
  - 湯河原・熱海エリア：池袋駅 〜 (休憩あり) 〜 ホテル四季彩 〜 熱海ニューフジヤホテル - アタミシーズンホテル - 伊東園ホテル熱海館 - ウオミサキホテル - 熱海金城館 - ホテル大野屋[注釈 7]
  - 中伊豆・西伊豆エリア：京王八王子駅 - JR橋本駅 〜 (休憩あり) 〜 伊豆長岡金城館 - 大仁ホテル 〜 伊東園ホテル土肥 - 西伊豆クリスタルビューホテル - 西伊豆松崎伊東園ホテル
  - 群馬エリア：池袋駅 - 川越駅 〜 (休憩あり) 〜 伊香保グランドホテル - 金太夫 - 伊香保温泉とどろき 〜 伊東園ホテル四万
  - 栃木エリア1：上野駅 - 南越谷駅(新越谷駅) 〜 (休憩あり) 〜 鬼怒川ロイヤルホテル - 伊東園ホテルニューさくら 〜 (往路は休憩あり[注釈 8]) 〜 一柳閣本館 〜 ホテル湯西川
  - 栃木エリア2：西船橋駅 - 松戸駅 〜 (休憩あり) 〜 鬼怒川ロイヤルホテル - 伊東園ホテルニューさくら 〜 (往路は休憩あり[注釈 8]) 〜 一柳閣本館 〜 ホテル湯西川
  - 東伊豆・南伊豆エリア（2025年3月1日運行開始[29]）：上野駅 - 横浜駅(YCAT) 〜 (休憩あり) 〜 伊東園ホテル・別館・松川館 〜 伊東園ホテル熱川(熱川ハイツへの連絡送迎あり) 〜 伊東園ホテル稲取 〜 下田伊東園ホテルはな岬(下田海浜ホテルへの連絡送迎あり)
- バス運行会社：中日臨海バス ほか

なお、一部ホテルを除いて行われている最寄駅（近場に限る）からの送迎（各ホテル案内ページのアクセスページに掲載）は予約不要（一部は駅到着時に電話連絡が必要な場合もある）・無料となっている。